# El Comercio (Gijón)
El Comercio és un diari de premsa de Gijón, Astúries. És el segon més llegit del Principat d'Astúries després de La Nueva España i el segon periòdic més antic de la regió després d'El Oriente de Asturias, encara que aquest últim és d'àmbit local i periodicitat no diària.
Va ser fundat el 2 de setembre de 1878 per un grup de naviliers i industrials a partir de l'adquisició de la impremta ‘La Comercial', situada en el carrer Corrido. El diari tenia un tiratge de 600 exemplars, basant-se la seva línia editorial en la defensa dels interessos comercials gijonesos, principalment el port i el ferrocarril. Durant la guerra civil va ser confiscat, utilitzant-se les seves instal·lacions per a imprimir el diari socialista Avance, però el 1937, va tenir una sèrie de dificultats per a la seva engegada, a causa de les limitacions a les importacions de postguerra, les limitacions de paper i l'oposició de la premsa oficial del Movimiento. No obstant això, va poder superar aquestes dificultats, convertint-se al llarg dels anys 1950 en un dels periòdics més importants d'Astúries i arribant a una difusió regional. Des de 1995 forma part del Grup Correo (actualment Grup Vocento), adquirint en 1996 el diari d'àmbit local La Voz de Avilés, la capçalera de la qual manté per a l'edició d'aquesta ciutat.